# Babory
Le Babory est une  rivière du sud-ouest de la France, dans le département du Cantal, en région Auvergne-Rhône-Alpes, affluent de l'Ander sous-affluent de la Garonne par la  Truyère et le Lot.

## Géographie

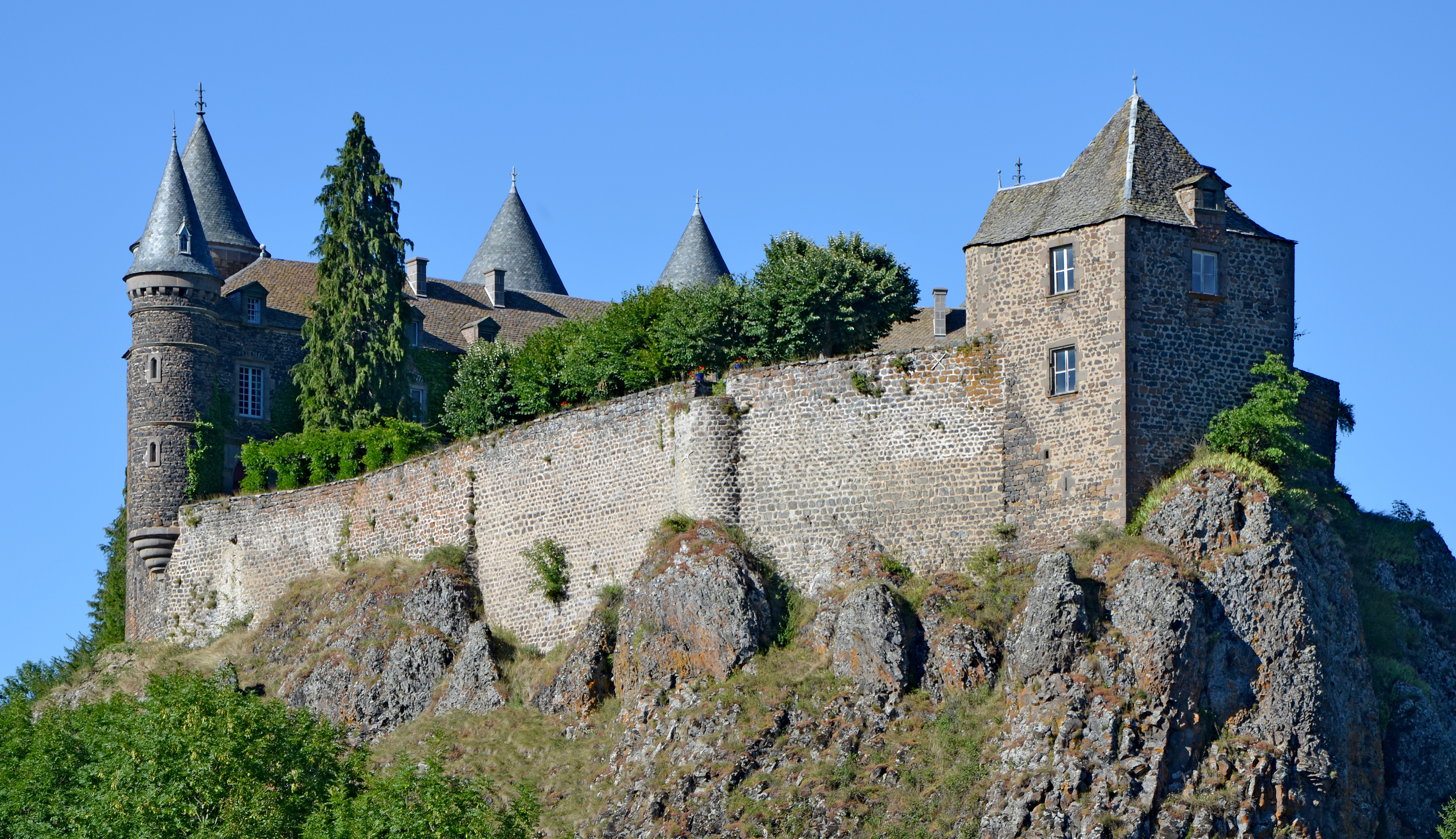
Château du Sailhant à Andelat.

De 11,5 km de longueur, le Babory prend sa source dans le département du Cantal commune de Celles et se jette dans l'Ander en rive droite sur la commune d'Andelat.
Sur la commune d'Andelat, on peut voir, à côté du château du Sailhant, la cascade du Sailhant ou cascade de Babory.

### Communes et cantons traversées
Dans le seul département du Cantal, le Babory traverse les six communes suivantes de Celles (source), Coltines, Talizat, Ussel, Roffiac, Andelat (confluence).

### Bassin versant
Le Babory traverse une seule zone hydrographique - le Lander, ou l'Ander, du confluent du Babory (inclus) au confluent du Soubisergues, ou Soubizergues (O744) - pour une superficie de 246 km2. Ce bassin versant est constitué de 87,08 % de territoires agricoles, de 10,08 % de forêts et milieux semi-narurels, de 2,87 % de territoires artificialisés, de 0,10 % de zones humides.

## Affluents
Le Babory a six affluents référencés dont :
- Ruisseau de Bardon : (rg), 2 km avec deux affluents
- Ruisseau de Savignac : (rg), 7,6 km avec quatre affluents :
  - le ruisseau de Belle Main,
  - bras de la Chevade
  - ruisseau de Pnroumiou,
- Ruisseau de la Combe : (rd), 1,4 km
- Ruisseau de Ferval : (rg), 1,9 km

Le rang de Strahler est donc de trois.